# Ivar Sahlin
Ivar Sahlin, född 16 december 1895 i Sundsvall, död 24 november 1980 i Sigtuna, var en svensk friidrottare (huvudgren tresteg). Han tävlade för IFK Sundsvall och hade det svenska rekordet i tresteg 1915 till 1918 och vann SM 1915. Han kom fyra i OS 1920 och åttonde vid OS 1924.

## Karriär
1913 var Ivar Sahlin Sverige-etta i tresteg med 14,30.
Hans bästa resultat 1914 var 14,52. Denna säsong vann han det öppna brittiska mästerskapet i tresteg på 14,03.
Den 8 augusti 1915 i Sundsvall slog Sahlin Gustaf "Topsy" Lindbloms svenska rekord från 1912 med ett hopp på 14,77. Rekordet förlorade han 1918 till Folke Jansson. Detta år vann Sahlin även SM på 14,02.
Vid OS i Antwerpen 1920 kom Sahlin fyra i tresteg på 14,17 (egentligen 14,175). I de tre försökshoppen hade han först två övertramp innan han fick till 13,86 och gick vidare som nummer fem av sex.
1923 var han Sverige-etta i höjdhopp på 1,84.
Vid OS 1924 i Paris kom han åtta i tresteg på 14,16. I höjdhopp slogs han ut i kvalet.
Ivar Sahlin är begravd på Sundsvalls Gustav Adolfs kyrkogård.